# Baltisk (cratère)
Pour les articles homonymes, voir Baltiïsk.

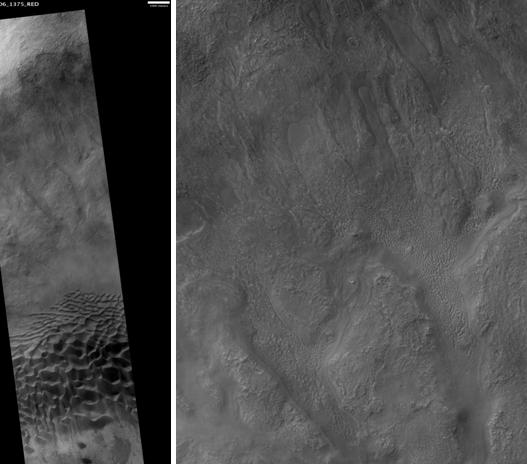
Ajout d'image du cratère Baltisk

Le cratère Baltisk est un cratère d'impact de 50,75 km de diamètre situé sur Mars dans le quadrangle d'Argyre. Il a été nommé en référence à la ville de Baltiisk en Russie.

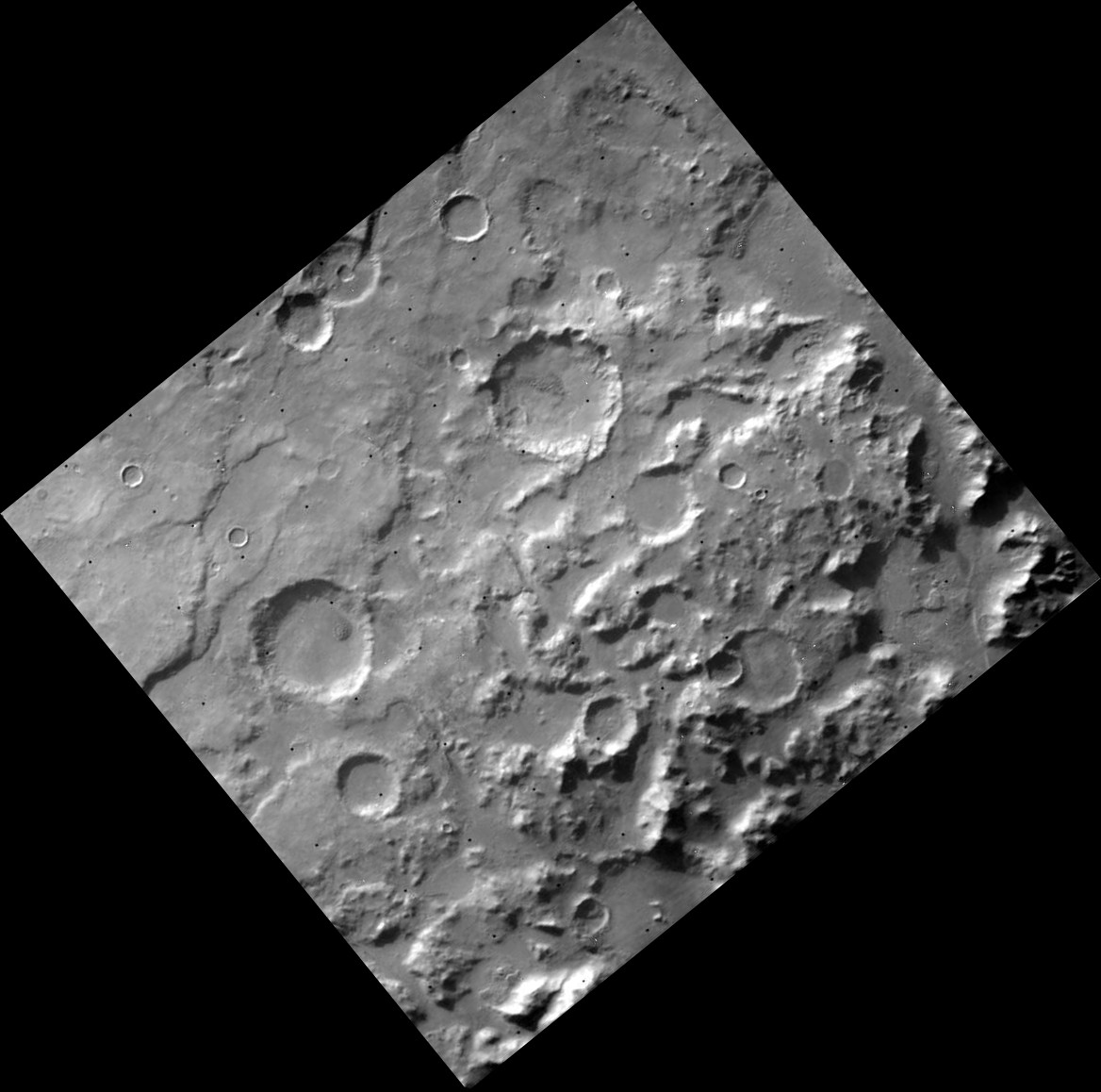
Cratère Baltisk (centre-haut)
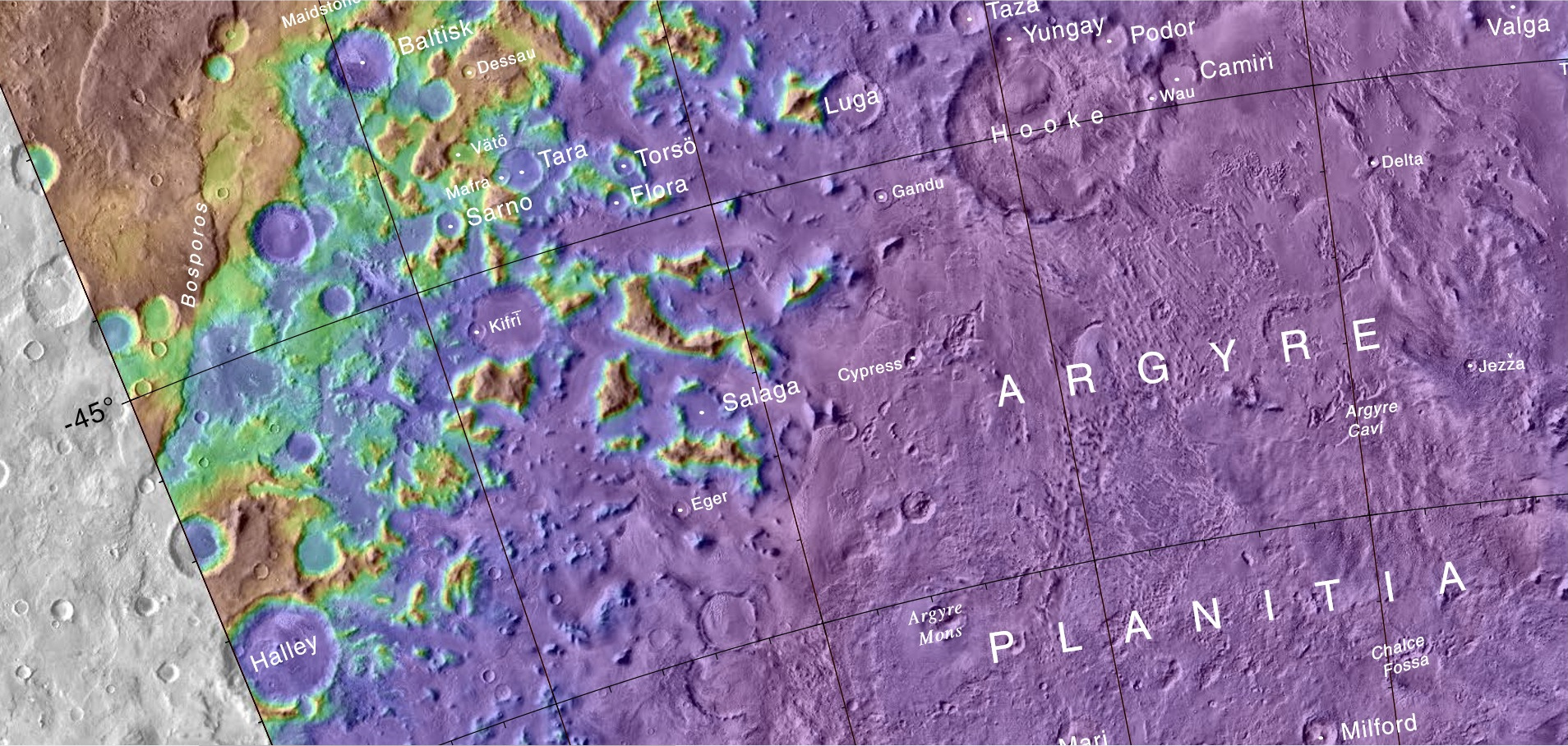
Position du cratère (en haut à gauche) par rapport à d'autres régions